# Gen Digital
Gen Digital Inc. (anteriormente Symantec Corporation y NortonLifeLock Inc.) es una compañía de software estadounidense con sede en Tempe, Arizona, Estados Unidos. La compañía proporciona software y servicios de ciberseguridad. NortonLifeLock es una compañía Fortune 500 y miembro del índice bursátil S&P 500. La compañía también tiene centros de desarrollo en Pune, Chennai y Bangalore.
El 9 de octubre de 2014, Symantec declaró que se dividiría en dos compañías independientes que cotizan en bolsa desde finales de 2015. Una compañía se centraría en la seguridad y la otra en la gestión de la información. El 29 de enero de 2016, Symantec vendió su filial de gestión de información, llamada Veritas Technologies (que Symantec había adquirido en 2004) a The Carlyle Group.
El nombre "Symantec" es un acrónimo de las palabras "sintaxis" y "semántica" con "tecnología".
El 9 de agosto de 2019, Broadcom Inc. anunció que adquiriría la división de software Enterprise Security de Symantec por $10.7 mil millones, después de haber intentado comprar toda la compañía. La venta se cerró el 4 de noviembre de 2019 y, posteriormente, la compañía adoptó el nombre NortonLifeLock.
En agosto de 2021 Norton LifeLock y Avast Software anunciaron la fusión de las dos compañías, esto se llevaría a cabo comprando las acciones de Avast Software por más de 8.000 millones de dólares y luego fusionando ambas compañías.

## Historia
Fue fundada en 1982 por Gary Hendrix con un aval de la National Science Foundation. Symantec se centra inicialmente en proyectos relacionados con inteligencia artificial, incluyendo un gestor de base de datos. Hendrix contrata a varios investigadores en procesamiento de lenguajes naturales de la Universidad de Stanford como los primeros empleados de la compañía. En 1984 Symantec es adquirida por otra, incluso más pequeña, compañía startup de software, C&E Software, fundada por Dennis Coleman y Gordon E. Eubanks, Jr., y dirigida por Eubanks. La compañía resultante retiene el nombre de Symantec, y Eubanks se convierte en su director ejecutivo. Su primer producto, Q&A, se lanza en 1985. Q&A proporciona un gestor de base de datos y viene con un procesador de textos.
Esta temprana adquisición marca a la empresa, que en adelante no duda en comprar o fusionarse con otras empresas para así adquirir mayor cuota de mercado, habiendo llevado a cabo más de 60 operaciones de este tipo. Del mismo modo, si decide dejar de lado una de sus ramas de negocio, normalmente la vende a un tercero o la segrega en un filial independiente.[cita requerida]
Symantec tuvo también una rama de compiladores y paquetes de desarrollo provenientes de la compra en 1987 de Think Technologies: THINK Pascal, THINK C (posteriormente evoluciona a Symantec C++), y Visual Café fueron populares sobre todo en los Apple Macintosh (en los compatible IBM PC sólo la herramienta del lenguaje de programación Java alcanza notoriedad). Abandona el negocio a finales de los años noventa cuando competidores como Metrowerks, Microsoft y Borland se hicieron con la cuota significativa del mercado. 
En agosto de 1990, Symantec compra Peter Norton Computing, la compañía creadora de las célebres Norton Utilities (un compendio de utilidades para DOS). Desde esta compra Peter Norton pasa a ser la marca de todas las utilidades para usuarios finales de Symantec, incluyendo antivirus, y figurando una imagen de Peter Norton en las caja de los productos durante mucho tiempo. Con el tiempo devendrá líder del segmento de utilidades para usuario final, comprando o absorbiendo a muchos de sus competidores. Entre los productos Norton AntiVirus, Norton Commander, Norton Internet Security, Norton 360, Norton Personal Firewall, Norton SystemWorks (que ahora contiene las Norton Utilities), Norton Antispam, Norton GoBack (anteriormente WildFile GoBack, Adaptec GoBack, y Roxio GoBack), y Norton Ghost (originalmente publicado por Binary Research). 
En 2003 adquiere PowerQuest y todos sus productos. PartitionMagic pasa a ser Norton PartitionMagic. Lo mismo ocurre con su homólogo para servidores, ServerMagic. PowerQuest DriveImage que fue reemplazada por Norton Ghost. Sin embargo no ha seguido adelante con su desarrollo, y PartitionMagic es incompatible con las particiones de Windows Vista
Symantec es también un líder de industria en la seguridad electrónica completa de mensajería, ofreciendo las soluciones para la mensajería instantánea, antispam y antivirus.
La organización Symantec Security Response (anteriormente Symantec Antivirus Research Center) es uno de los principales antivirus y grupos de investigación en la industria de seguridad informática con más de 400 empleados a tiempo completo.
El 16 de diciembre de 2004, Veritas Software y Symantec anunciaron sus planes para una fusión. Veritas se valora en 13.520 millones de dólares, lo que la convirtió en la fusión más grande de la industria del software hasta el momento. Los accionistas de Symantec votaron el 24 de junio de 2005 para aprobar la fusión, y el trato cerró exitosamente el 2 de julio. El 5 de julio de 2005 fue el primer día de negocio para las oficinas de Estados Unidos de la empresa resultante.
El 11 de agosto de 2021, NortonLifeLock anunció la compra de Avast Plc este miércoles después de cerrar un acuerdo con la compañía de origen checho en la que pagarán entre 8100 y 8600 millones de dólares para completar la fusión. Esto con la finalidad de unir fuerzas entre ambas compañías para observar la evolución de amenazas cibernéticas como el ransomware.[cita requerida]

## Productos Norton
A partir de 2015, la línea de productos Norton de Symantec incluye Norton Security, Norton Small Business, Norton Family, Norton Mobile Security, Norton Online Backup, Norton360, Norton Utilities y Norton Computer Tune Up.
En 2012, PCTools iAntiVirus fue renombrado como un producto de Norton bajo el nombre de iAntivirus, y lanzado a la Mac App Store. También en 2012, se relanzó el Portal de Socios de Norton para apoyar las ventas a los consumidores a través de las tecnologías de la EMEA.